# Astoria, Queens
Astoria är ett område inom staden New York i USA. Det är beläget i nordvästra delen av stadsdelen Queens längs East River. 
Området har traditionellt dominerats av invånare av grekisk härkomst, men har på senare år även fått större befolkningsgrupper med ursprung i Mellanöstern, Bangladesh, Latinamerika och Östeuropa. Området är rikt på restauranger.
Ursprungligen hette området Hallet's Cove, men döptes om efter den tyskfödde miljonären John Jacob Astor (grundare av den berömda Astor-dynastin vilken bland annat grundat Waldorf Astoria) sedan denne gjort stora ekonomiska investeringar i området.